# The Jazz Singer (película de 1980)
The Jazz Singer es una película musical de 1980 estadounidense, remake del clásico de 1927 The Jazz Singer. Es protagonizada por Neil Diamond, Sir Laurence Olivier y Lucie Arnaz, y codirigida por Richard Fleischer y Sidney J. Furie.
La película recibió críticas mixtas y es a menudo considerada un fracaso ($27 millones en ingresos brutos), a pesar de que hizo más dinero en la taquilla que otras películas contemporáneas como Toro salvaje ($22 millones), El hombre elefante, American Gigolo o Tess. Diamond obtuvo una nominación por un Premio Globo de Oro por mejor actor aunque se le dio el Premio Razzie al peor actor. La banda sonora fue exitosa.

## Elenco
| Actor            | Papel              |
| ---------------- | ------------------ |
| Neil Diamond     | Yussel Rabinovitch |
| Laurence Olivier | Cantor Rabinovitch |
| Lucie Arnaz      | Molly Bell         |
| Catlin Adams     | Rivka Rabinovitch  |
| Franklyn Ajaye   | Bubba              |
| Paul Nicholas    | Keith Lennox       |
| Sully Boyar      | Eddie Gibbs        |
| Mike Kellin      | Leo                |
| James Booth      | Paul Rossini       |